# Антоновка (Новосибирская область)
Анто́новка — деревня в Коченёвском районе Новосибирской области России. Входит в состав Поварёнского сельсовета. 

## География
Площадь деревни — 32 гектара.

## Население
| 2002 | 2007 | 2010 |
| ---- | ---- | ---- |
| 163  | ↘150 | ↘92  |

## Инфраструктура
В деревне по данным на 2007 год функционирует 1 учреждение здравоохранения.

## Известные уроженцы
- Татаренко, Дмитрий Митрофанович (1921—1995) — советский военачальник, генерал-майор авиации, Герой Советского Союза.